# Kloster San Pantaleone di Monte Faeta
Kloster San Pantaleone di Monte Faeta war eine Zisterziensermönchsabtei in der Toskana, Italien. Es lag in Santa Maria del Giudice 9 km südlich von Lucca in der gleichnamigen Provinz.

## Geschichte
Auf der Hälfte der Höhe des Bergs Monte Faeta wurde 1044 eine St.-Pantaleons-Kirche errichtet, die 1137 von Papst Innozenz II. den Augustiner-Regularkanonikern aus Lucca übertragen wurde. 1233 verfügte Papst Gregor IX., dass der Abt des Klosters San Galgano San Pantaleone in Besitz nehmen und in eine Zisterzienserabtei umwandeln sollte. Dies stieß zunächst auf Widerstand, jedoch wurden die Augustiner bald entfernt und schon 1236 wird Giovanni als erster Zisterzienserabt genannt. Das Zisterzienserkloster gehörte der Filiation der Primarabtei Clairvaux an. Das Kloster galt als nicht unbegütert und wurde 1260 mit 2.300 Pfund bewertet. Um das Jahr 1400 fiel es in Kommende. Die Zisterzienser verließen das Kloster gegen 1440, dessen Güter auf die Università dei Cappellani der Kathedrale von Lucca übertragen wurden.

## Anlage und Bauten
Nach Bedini hat sich von dem Kloster nichts erhalten, während die Certosa di Firenze Fotos einer Ruine zeigt.